# Larraona
Larraona település Spanyolországban, Navarra autonóm közösségben. Larraona Aranarache-Aranaratxe és Harana/Valle de Arana községekkel határos. Lakosainak száma 105 fő (2024).

## Népesség
A település népessége az elmúlt években az alábbi módon változott:
| Lakosok száma | 151  | 142  | 123  | 112  | 114  | 116  | 104  | 102  | 102  | 105  |
|               | 2001 | 2004 | 2007 | 2009 | 2012 | 2014 | 2017 | 2019 | 2022 | 2024 |